# Kristine Sutherland

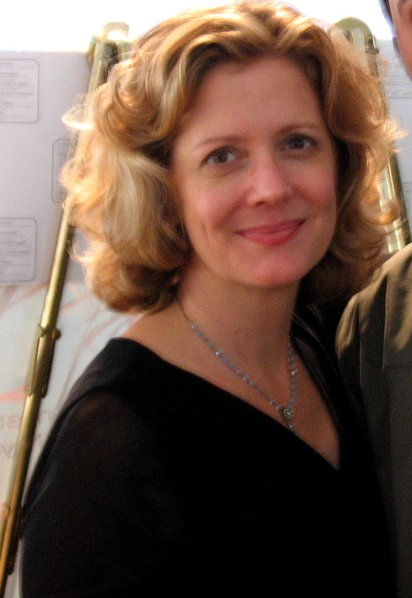
Kristine Sutherland

Kristine Sutherland (* 17. April 1955 in Boise, Idaho, als Kristine Young) ist eine US-amerikanische Schauspielerin. Seit 1986 ist sie mit dem Schauspieler John Pankow verheiratet und hat eine Tochter namens Eleanore.
Bekannt wurde sie durch ihre Rolle als Joyce Summers in der Fernsehserie Buffy – Im Bann der Dämonen. 1989 spielte sie in dem Film Liebling, ich habe die Kinder geschrumpft mit.
Sutherland besuchte die Highschool in Lexington, Kentucky und nahm dort an dem Tates Creek Drama program teil.

## Filmografie
- 1984: Hot Pursuit (Fernsehserie, eine Folge)
- 1984: Remington Steele (Fernsehserie, eine Folge)
- 1986: Staatsanwälte küsst man nicht (Legal Eagles)
- 1986: The Art of Being Nick (Fernsehfilm)
- 1986–1987: Easy Street (Fernsehserie, zwei Folgen)
- 1989: Liebling, ich habe die Kinder geschrumpft (Honey, I shrunked the kids)
- 1994: California Dreams (Fernsehserie, eine Folge)
- 1997–2002: Buffy – Im Bann der Dämonen (Buffy the Vampire Slayer, Fernsehserie, 58 Folgen)
- 2002: Providence (Fernsehserie, eine Folge)
- 2002: Das Königreich der Katzen (The Cat Returns)
- 2008: Comanche Moon (Dreiteiler, zwei Folgen)
- 2008: New Amsterdam (Fernsehserie, eine Folge)
- 2010–2011: Liebe, Lüge, Leidenschaft (One Life to Live, Fernsehserie, vier Folgen)
- 2012: The Perfect Wedding
- 2013: The Following (Fernsehserie, eine Folge)